# Dietrich Hubert von Verelst
Dietrich Hubert von Verelst, eigentlicher Name Dirk Hubert Verelst, ab 1767 Graf von Verelst (* 1717 in Ter-Veere in Zeeland; † 26. Januar 1774 in Berlin) war ein niederländischer Diplomat.
Er war der einzige Sohn des Bürgermeisters von Ter-Veere, Johann Ludwig Verelst (1694–1752) und der Elisabet Margareta Sappius. 1737, als er bereits zum Oberleutnant der Kavallerie befördert worden war, gelang es seinem Vater ihn zum Mitglied des Staatsrats zu machen, das er bis zu seinem Tod blieb. 1750 war er Gesandter in Turin und 1751 in Neapel, wo er 1752 wieder abberufen wurde. 1753 ging er als außerordentlicher Gesandter der Generalstaaten der Vereinigten Niederlande an den preußischen Hof. In Berlin mietete er das Palais Vernezobre in der Wilhelmstraße. 1760 erwarb er sich bei der Einnahme Berlins durch russische und österreichische Truppen besondere Verdienste. Er beförderte die Vermählung des Erbstatthalters Wilhelm V. mit der Prinzessin Wilhelmine von Preußen im Jahr 1767. Um diese Zeit wurde er von Friedrich II. in den preußischen Grafenstand erhoben. Verelst war verheiratet in erster Ehe mit Sara Lydia Diodati (1723–1766) und ab 1773 in zweiter Ehe mit der Witwe des Hofmarschalls Carl Friedrich von Kraut, Sophie geborene von Platen. In der Dorotheenstädtischen Kirche zu Berlin wurde ihm ein Denkmal errichtet.